# 中沙洲
中沙洲（英语：Middle Sand）位于南海西沙群岛的宣德群岛中，南岛以南，因位于北沙洲与南沙洲之间，故名。面积约0.05平方公里，海拔约2米。在大风浪影响下洲形多变，且易被海浪淹没。北岸海滩岩发育较为稳定。洲上植被稀疏。1947年和1983年公布名称为“中沙洲”。中国渔民称其为“红草二”。
中沙洲现有中华人民共和国政府实际控制，行政上划归海南省三沙市管辖。越南政府亦声称拥有其主权。